# Ludwik Marek
Ludwik Marek (ur. 1837 w Tarnopolu, zm. 18 stycznia 1893 we Lwowie) – polski pianista, kompozytor i pedagog muzyczny.

## Życiorys
Był synem Józefa Marka, z pochodzenia Czecha, właściciela szkoły muzycznej we Lwowie. Uczył się gry na fortepianie u ojca, zadebiutował jako pianista w 1854 roku we Lwowie. W latach 1854–1857 kształcił się u Jana Milana i Karola Mikulego. Koncertował w kraju, a także w Rosji, Rumunii, Austrii i na Węgrzech, uczył gry na fortepianie w domach galicyjskiej arystokracji. Od 1870 roku prowadził we Lwowie własną szkołę muzyczną. W 1872 roku występował z koncertami w Wiedniu, gdzie poznał Hansa von Bülowa i Ferenca Liszta. 
Działał jako impresario, występował jako akompaniator i dyrygent koncertów symfonicznych, organizował też koncerty kameralne w swoim domu we Lwowie. W 1874 roku koncertował w Krakowie razem z węgierskim skrzypkiem Ede Reményim. W 1877 roku grał we Lwowie wspólnie z Henrykiem Wieniawskim, z którym wykonał Sonatę skrzypcową A-dur „Kreutzerowską” Ludwiga van Beethovena. Zajmował się także pracą pedagogiczną, jego wychowankiem był Raul Koczalski.
Skomponował operę Bolesław Śmiały i Święty Stanisław (wyst. Lwów 1876, z tego wyciąg fortepianowy wyd. Wiedeń 1870) i Legendy na orkiestrę, a także szereg utworów fortepianowych i pieśni. Cześć jego utworów została wydana drukiem w oficynie Schlesingera i Kohauta w Berlinie. Opublikował podręcznik Ćwiczenia fortepianowe z dodatkiem broszury o systemie gry fortepianowej (1892).